# Калининский (разъезд, Кемеровская область)
Кали́нинский — разъезд в Мариинском районе Кемеровской области. Входит в состав Калининского сельского поселения.

## География
Центральная часть населённого пункта расположена на высоте 150 метров над уровнем моря.

## Население
По данным Всероссийской переписи населения 2010 года, в разъезде Калининский проживает 77 человек (37 мужчин, 40 женщин).